# Conseil de Dorset
Pour les articles homonymes, voir Dorset (homonymie).
Le Conseil de Dorset est une zone d'administration locale sur la côte est de la Tasmanie en Australie.
Elle comprend les villes de:
- Scottsdale,
- Branxholm,
- Bridport,
- Derby et
- Winnaleah.